# 도화면
도화면(道化面)은 대한민국 전라남도 고흥군의 면이다.

## 개요
도화면은 참장어, 취나물, 유자, 부지화 등 특산물을 생산하며 발포해수욕장과 왜가리 도래지를 비롯한 천등산 계곡, 여의천 해안 등 천혜의 자연이 있다. 또한, 발포 만호성과 활개바위, 충무사 등 볼거리가 있다.

## 하위 행정 구역
| 법정리 | 한자명 | 행정리                                         | 비고                                            |
| ------ | ------ | ---------------------------------------------- | ----------------------------------------------- |
| 가화리 | 加禾里 | 지동, 이목동, 원도동, 화옥, 황촌, 대통, 여의천 |                                                 |
| 구암리 | 九岩里 | 사동, 하동, 상동, 단장, 내촌                   |                                                 |
| 사덕리 | 四德里 | 덕흥, 덕촌, 덕방, 수덕, 하도                   |                                                 |
| 발포리 | 鉢浦里 | 발포                                           | 1996년 2월 1일 내발리(內鉢里)에서 발포리로 개칭 |
| 덕중리 | 德中里 | 덕산, 중산                                     |                                                 |
| 봉산리 | 鳳山里 | 봉산                                           |                                                 |
| 당오리 | 堂梧里 | 당곤, 동오치, 신오치, 오치                     |                                                 |
| 신호리 | 新虎里 | 동백, 신기, 원산, 동호덕, 지정                 |                                                 |
| 봉룡리 | 鳳龍里 | 봉동, 봉서, 황산, 청룡, 고당                   |                                                 |
| 지죽리 | 支竹里 | 지호, 죽도                                     |                                                 |
| 9개리  |        | 37행정리                                       |                                                 |

## 교육
- 도화초등학교 (당오리)
  - 죽도분교 (폐교) : 도화면 천마로 1967-4 (지죽리)
  - 지죽분교 (폐교) : 도화면 지호길 27-30 (지죽리)
  - 단장분교 (폐교) : 도화면 땅끝로 860-5 (구암리)
- 가화초등학교 (폐교) : 도화면 천마로 1967-4 (가화리)
- 흥양초등학교 (폐교) : 도화면 문안길 220 (신호리)
- 충무초등학교 (폐교) : 도화면 천마로 2562 (발포리)
- 고흥도화중학교 (당오리)
- 고흥도화고등학교 (당오리)